# Rally della Nuova Zelanda 1999
Il Rally della Nuova Zelanda 1999, ufficialmente denominato 30th Rally New Zealand (29th Rally New Zealand secondo altre fonti), è stata la nona prova del campionato del mondo rally 1999 nonché la trentesima edizione del Rally della Nuova Zelanda e la ventesima con valenza mondiale. La manifestazione si è svolta dal 15 al 18 luglio sugli ondulati sterrati che attraversano i territori settentrionali dell'Isola del Nord, in Nuova Zelanda, con sede principale ad Auckand.
L'evento è stato vinto dal finlandese Tommi Mäkinen, navigato dal connazionale Risto Mannisenmäki, al volante di una Mitsubishi Lancer Evo VI della squadra Marlboro Mitsubishi Ralliart, davanti alle altre due coppie finlandesi formate da Juha Kankkunen e Juha Repo, su Subaru Impreza WRC99 del Subaru World Rally Team, e da Toni Gardemeister e Paavo Lukander, su SEAT Córdoba WRC della squadra SEAT Sport.

## Dati della prova
| Denominazione ufficiale             | Rally New Zealand |
| Edizione N°                         | 30 |
| Tappa N°                            | 9 di 14 |
| Data manifestazione                 | da giovedì 15/07/1999 a domenica 18/07/1999 |
| Sede ospitante                      | Auckland (distretto di Auckland, Regione di Auckland) |
| Sedi del parco assistenza           | Prima frazione: Auckland (distretto di Auckland, Regione di Auckland); Raglan (distretto di Waikato, Waikato). Seconda frazione: Maungaturoto (distretto di Kaipara, Northland). Terza frazione: Te Kauwhata (distretto di Waikato, Waikato). |
| Superficie                          | Terra |
| Direttore di gara                   | Morrie Chandler |
| Iscritti                            | 87 |
| Partiti                             | 82 |
| Arrivati                            | 46 (56,1%) |
| Prove speciali                      | 27 |
| Prova più breve                     | 2,10 km (PS1 e PS10: Manukau Super) |
| Prova più lunga                     | 32,23 km (PS2 e PS21: Te Akau North) |
| Prova più lenta                     | velocità media di 76,34 km/h (PS9: Whaanga Coast 2) |
| Prova più veloce                    | velocità media di 115,98 km/h (PS22: Campbell 1) |
| Lunghezza prove speciali            | 399,84 km (23,8% della distanza totale) |
| Lunghezza complessiva trasferimenti | 1280,31 km |
| Distanza totale                     | 1680,15 km |

## Itinerario
| Frazione   | Data   | Prova  | Ora    | Nome                               | Lunghezza | Totale    |  |
| ---------- | ------ | ------ | ------ | ---------------------------------- | --------- | --------- |  |
| Frazione 1 | 15 lug | PS1    | 18:00  | Manukau Super 1                    | 2,10 km   | 141,89 km |  |
| Frazione 1 | 15 lug |        | 18:45  | Assistenza – Auckland (10 min)     | –         | 141,89 km |  |
| Frazione 1 | 16 lug |        | 08:00  | Assistenza – Raglan (10 min)       | –         | 141,89 km |  |
| Frazione 1 | 16 lug | PS2    | 09:10  | Te Akau North                      | 31,83 km  | 141,89 km |  |
| Frazione 1 | 16 lug | PS3    | 09:53  | Te Akauth South                    | 11,00 km  | 141,89 km |  |
| Frazione 1 | 16 lug |        | 10:40  | Assistenza – Raglan (20 min)       | –         | 141,89 km |  |
| Frazione 1 | 16 lug | PS4    | 11:15  | Mangatawhiri 1                     | 6,52 km   | 141,89 km |  |
| Frazione 1 | 16 lug | PS5    | 11:30  | Te Hutewai 1                       | 11,39 km  | 141,89 km |  |
| Frazione 1 | 16 lug | PS6    | 11:58  | Whaanga Coast 1                    | 29,52 km  | 141,89 km |  |
| Frazione 1 | 16 lug |        | 13:10  | Assistenza – Raglan (20 min)       | –         | 141,89 km |  |
| Frazione 1 | 16 lug | PS7    | 13:45  | Mangatawhiri 2                     | 6,52 km   | 141,89 km |  |
| Frazione 1 | 16 lug | PS8    | 14:00  | Te Hutewai 2                       | 11,39 km  | 141,89 km |  |
| Frazione 1 | 16 lug | PS9    | 14:28  | Whaanga Coast 2                    | 29,52 km  | 141,89 km |  |
| Frazione 1 | 16 lug |        | 15:20  | Assistenza – Raglan (45 min)       | –         | 141,89 km |  |
| Frazione 1 | 16 lug | PS10   | 19:15  | Manukau Super 2                    | 2,10 km   | 141,89 km |  |
| Frazione 1 | 16 lug |        | 20:00  | Assistenza – Auckland (10 min)     | –         | 141,89 km |  |
|            |        |        |        |                                    |           |           |  |
| Frazione 2 | 17 lug |        | 09:00  | Assistenza – Maungaturoto (10 min) | –         | 174,00 km |  |
| Frazione 2 | 17 lug | PS11   | 09:28  | Waipu Gorge 1                      | 11,24 km  | 174,00 km |  |
| Frazione 2 | 17 lug | PS12   | 09:46  | Brooks 1                           | 16,15 km  | 174,00 km |  |
| Frazione 2 | 17 lug | PS13   | 10:14  | Paparoa Station 1                  | 11,66 km  | 174,00 km |  |
| Frazione 2 | 17 lug | PS14   | 10:42  | Batley                             | 19,89 km  | 174,00 km |  |
| Frazione 2 | 17 lug |        | 11:37  | Assistenza – Maungaturoto (20 min) | –         | 174,00 km |  |
| Frazione 2 | 17 lug | PS15   | 12:35  | Ararua                             | 31,95 km  | 174,00 km |  |
| Frazione 2 | 17 lug | PS16   | 13:28  | Cassidy                            | 20,06 km  | 174,00 km |  |
| Frazione 2 | 17 lug |        | 14:08  | Assistenza – Maungaturoto (20 min) | –         | 174,00 km |  |
| Frazione 2 | 17 lug | PS17   | 15:01  | Parahi                             | 24,00 km  | 174,00 km |  |
| Frazione 2 | 17 lug | PS18   | 15:59  | Waipu Gorge 2                      | 11,24 km  | 174,00 km |  |
| Frazione 2 | 17 lug | PS19   | 16:17  | Brooks 2                           | 16,15 km  | 174,00 km |  |
| Frazione 2 | 17 lug | PS20   | 16:45  | Paparoa Station 1                  | 11,66 km  | 174,00 km |  |
| Frazione 2 | 17 lug |        | 17:10  | Assistenza – Maungaturoto (45 min) | –         | 174,00 km |  |
|            |        |        |        |                                    |           |           |  |
| Frazione 3 | 18 lug |        | 08:10  | Assistenza – Te Kauwhata (10 min)  | –         | 83,95 km  |  |
| Frazione 3 | 18 lug | PS21   | 09:13  | Te Akauth North 2                  | 32,23 km  | 83,95 km  |  |
| Frazione 3 | 18 lug |        | 10:33  | Assistenza – Te Kauwhata (20 min)  | –         | 83,95 km  |  |
| Frazione 3 | 18 lug | PS22   | 11:16  | Ridge 1                            | 8,07 km   | 83,95 km  |  |
| Frazione 3 | 18 lug | PS23   | 11:29  | Campbell 1                         | 7,79 km   | 83,95 km  |  |
| Frazione 3 | 18 lug | PS24   | 11:47  | Ridge 2                            | 8,07 km   | 83,95 km  |  |
| Frazione 3 | 18 lug | PS25   | 12:00  | Campbell 2                         | 7,79 km   | 83,95 km  |  |
| Frazione 3 | 18 lug | PS26   | 12:23  | Fyfe 1                             | 10,00 km  | 83,95 km  |  |
| Frazione 3 | 18 lug | PS27   | 12:46  | Fyfe 2                             | 10,00 km  | 83,95 km  |  |
| Frazione 3 | 18 lug |        | 13:46  | Assistenza – Te Kauwhata (20 min)  | –         | 83,95 km  |  |
| Totale     | Totale | Totale | Totale | Totale                             | Totale    | 399,84 km |  |

## Risultati

### Classifica
| Pos.                                 | Nº       | Pilota            | Co-pilota            | Auto                         | Squadra                      | Classe       | Tempo     | Distacco | Punti    |
| Generale                             | Generale | Generale          | Generale             | Generale                     | Generale                     | Generale     | Generale  | Generale | Generale |
| ------------------------------------ | -------- | ----------------- | -------------------- | ---------------------------- | ---------------------------- | ------------ | --------- | -------- | -------- |
| 1.                                   | 1        | Tommi Mäkinen     | Risto Mannisenmäki   | Mitsubishi Lancer Evo VI     | Marlboro Mitsubishi Ralliart | WRC          | 4h11'07"1 | –        | 10       |
| 2.                                   | 6        | Juha Kankkunen    | Juha Repo            | Subaru Impreza WRC99         | Subaru World Rally Team      | WRC          | 4h12'44"1 | +1'37"0  | 6        |
| 3.                                   | 10       | Toni Gardemeister | Paavo Lukander       | SEAT Córdoba WRC             | SEAT Sport                   | WRC          | 4h13'56"1 | +2'49"0  | 4        |
| 4.                                   | 4        | Didier Auriol     | Denis Giraudet       | Toyota Corolla WRC           | Toyota Castrol Team          | WRC          | 4h17'22"9 | +6'15"8  | 3        |
| 5.                                   | 11       | Possum Bourne     | Graig Vincent        | Subaru Impreza WRC98         | Subaru Rally Team Australia  | WRC          | 4h17'55"4 | +6'48"3  | 2        |
| 6.                                   | 3        | Carlos Sainz      | Luis Moya            | Toyota Corolla WRC           | Toyota Castrol Team          | WRC          | 4h19'23"0 | +8'15"9  | 1        |
| 7.                                   | 12       | Matthias Kahle    | Dieter Schneppenheim | Toyota Corolla WRC           | Toyota Castrol Deutschland   | WRC          | 4h25'44"2 | +14'37"1 | -        |
| 8.                                   | 2        | Freddy Loix       | Sven Smeets          | Mitsubishi Carisma GT Evo VI | Marlboro Mitsubishi Ralliart | WRC          | 4h26'34"4 | +15'27"3 | -        |
| 9.                                   | 14       | Gustavo Trelles   | Martin Christie      | Mitsubishi Lancer Evo V      | Ralliart Italia              | N4 / PWRC    | 4h28'32"8 | +17'25"7 | -        |
| 10.                                  | 18       | Hamed Al-Wahaibi  | Tony Sircombe        | Mitsubishi Lancer Evo V      | Team Mitsubishi Oman         | N4 / PWRC TC | 4h30'21"2 | +19'14"1 | -        |
| Campionato piloti vetture produzione |          |                   |                      |                              |                              |              |           |          |          |
| 1. (9.)                              | 14       | Gustavo Trelles   | Martin Christie      | Mitsubishi Lancer Evo V      | Ralliart Italia              | N4 / PWRC    | 4h28'32"8 | –        | 13       |
| 2. (10.)                             | 18       | Hamed Al-Wahaibi  | Tony Sircombe        | Mitsubishi Lancer Evo V      | Team Mitsubishi Oman         | N4 / PWRC TC | 4h30'21"2 | +1'48"4  | 8        |
| 3. (12.)                             | 25       | Katsuhiko Taguchi | Ron Teoh             | Mitsubishi Lancer Evo VI     | Mitsubishi Ralliart Malaysia | N4 / PWRC    | 4h33'46"0 | +5'13"2  | 5        |
| 4. (13.)                             | 21       | Toshihiro Arai    | Roger Freeman        | Subaru Impreza WRX           | Subaru Rally Team Japan      | N4 / PWRC    | 4h34'21"6 | +5'48"8  | 3        |
| 5. (14.)                             | 20       | Gabriel Mendez    | Daniel Muzio         | Mitsubishi Lancer Evo V      | Ralliart Italia              | N4 / PWRC    | 4h35'40"3 | +7'07"5  | 2        |
| 6. (15.)                             | 38       | Cody Crocker      | Greg Foletta         | Subaru Impreza WRX           | Subaru Rally Team Australia  | N4 / PWRC    | 4h35'59"1 | +7'26"3  | 1        |
| Coppa FIA squadre                    |          |                   |                      |                              |                              |              |           |          |          |
| 1. (10.)                             | 18       | Hamed Al-Wahaibi  | Tony Sircombe        | Mitsubishi Lancer Evo V      | Team Mitsubishi Oman         | N4 / TC PWRC | 4h30'21"2 | –        | 10       |
| 2. (24.)                             | 16       | Frédéric Dor      | Didier Breton        | Subaru Impreza WRC98         | F.Dor Rally Team             | WRC / TC     | 4h47'33"2 | +17'12"0 | 6        |
| Coppa FIA 2 litri costruttori        |          |                   |                      |                              |                              |              |           |          |          |
| 1. (17.)                             | 22       | Kenneth Eriksson  | Staffan Parmander    | Hyundai Coupé Kit Car Evo2   | Hyundai Motorsport           | A7 / 2L      | 4h38'37"5 | –        | 10       |
| 2. (20.)                             | 24       | Alister McRae     | David Senior         | Hyundai Coupé Kit Car Evo2   | Hyundai Motorsport           | A7 / 2L      | 4h41'45"5 | +3'08"0  | 6        |
| 3. (37.)                             | 76       | Gaël Lecerf       | Yvon Catala          | Renault Clio Williams        | -                            | A7 / 2L      | 5h09'42"9 | +31'05"4 | 4        |

| Principali ritiri | Principali ritiri | Principali ritiri | Principali ritiri | Principali ritiri    | Principali ritiri       | Principali ritiri | Principali ritiri   | Principali ritiri |
| PS                | Nº                | Pilota            | Co-pilota         | Auto                 | Squadra                 | Classe            | Causa               | Pos.              |
| ----------------- | ----------------- | ----------------- | ----------------- | -------------------- | ----------------------- | ----------------- | ------------------- | ----------------- |
| PS 7              | 5                 | Richard Burns     | Robert Reid       | Subaru Impreza WRC99 | Subaru World Rally Team | WRC               | Cambio              | 5º                |
| PS 9              | 7                 | Colin McRae       | Nicky Grist       | Ford Focus WRC       | Ford Motor Co Ltd       | WRC               | Elettronica         | 1º                |
| PS 17             | 9                 | Harri Rovanperä   | Risto Pietiläinen | SEAT Córdoba WRC     | SEAT Sport              | WRC               | Pressione dell'olio | 8º                |
| PS 21             | 8                 | Thomas Rådström   | Fred Gallagher    | Ford Focus WRC       | Ford Motor Co Ltd       | WRC               | Incidente           | 4º                |

Legenda
| Icona | Classe                                                                                  |
| ----- | --------------------------------------------------------------------------------------- |
| WRC   | Equipaggio che può conquistare punti per il campionato costruttori WRC                  |
| WRC   | Equipaggio di classe A8 che non può conquistare punti per il campionato costruttori WRC |
| PWRC  | Equipaggio registrato al campionato PWRC                                                |
| 2L    | Equipaggio registrato alla Coppa FIA 2 litri costruttori                                |
| TC    | Equipaggio registrato alla Coppa FIA squadre                                            |
|       | Ulteriori classificazioni                                                               |

### Prove speciali
| Frazione   | Data   | Prova | Ora   | Nome              | Lunghezza | Vincitori                        | Tempo   | Leader del rally                 |
| ---------- | ------ | ----- | ----- | ----------------- | --------- | -------------------------------- | ------- | -------------------------------- |
| Frazione 1 | 15 lug | PS1   | 18:00 | Manukau Super 1   | 2,10 km   | Possum Bourne Graig Vincent      | 1'28"9  | Possum Bourne Graig Vincent      |
| Frazione 1 | 16 lug | PS2   | 08:00 | Te Akauth North   | 31,83 km  | Tommi Mäkinen Risto Mannisenmäki | 18'30"0 | Tommi Mäkinen Risto Mannisenmäki |
| Frazione 1 | 16 lug | PS3   | 09:53 | Te Akauth South   | 11,00 km  | Colin McRae Nicky Grist          | 6'58"4  | Tommi Mäkinen Risto Mannisenmäki |
| Frazione 1 | 16 lug | PS4   | 11:15 | Mangatawhiri 1    | 6,52 km   | Tommi Mäkinen Risto Mannisenmäki | 3'42"5  | Tommi Mäkinen Risto Mannisenmäki |
| Frazione 1 | 16 lug | PS5   | 11:30 | Te Hutewai 1      | 11,39 km  | Tommi Mäkinen Risto Mannisenmäki | 8'04"2  | Tommi Mäkinen Risto Mannisenmäki |
| Frazione 1 | 16 lug | PS6   | 11:58 | Whaanga Coast 1   | 29,52 km  | Colin McRae Nicky Grist          | 21'39"7 | Tommi Mäkinen Risto Mannisenmäki |
| Frazione 1 | 16 lug | PS7   | 13:45 | Mangatawhiri 2    | 6,52 km   | Carlos Sainz Luis Moya           | 3'47"4  | Tommi Mäkinen Risto Mannisenmäki |
| Frazione 1 | 16 lug | PS8   | 14:00 | Te Hutewai 2      | 11,39 km  | Colin McRae Nicky Grist          | 8'18"5  | Colin McRae Nicky Grist          |
| Frazione 1 | 16 lug | PS9   | 14:28 | Whaanga Coast 2   | 29,52 km  | Tommi Mäkinen Risto Mannisenmäki | 23'12"1 | Tommi Mäkinen Risto Mannisenmäki |
| Frazione 1 | 16 lug | PS10  | 19:15 | Manukau Super 2   | 2,10 km   | Thomas Rådström Fred Gallagher   | 1'36"7  | Tommi Mäkinen Risto Mannisenmäki |
|            |        |       |       |                   |           |                                  |         | Tommi Mäkinen Risto Mannisenmäki |
| Frazione 2 | 17 lug | PS11  | 09:28 | Waipu Gorge 1     | 11,24 km  | Didier Auriol Denis Giraudet     | 6'40"7  | Tommi Mäkinen Risto Mannisenmäki |
| Frazione 2 | 17 lug | PS12  | 09:46 | Brooks 1          | 16,15 km  | Carlos Sainz Luis Moya           | 10'08"6 | Tommi Mäkinen Risto Mannisenmäki |
| Frazione 2 | 17 lug | PS13  | 10:14 | Paparoa Station 1 | 11,66 km  | Tommi Mäkinen Risto Mannisenmäki | 6'31"7  | Tommi Mäkinen Risto Mannisenmäki |
| Frazione 2 | 17 lug | PS14  | 10:42 | Batley            | 19,89 km  | Thomas Rådström Fred Gallagher   | 11'22"0 | Tommi Mäkinen Risto Mannisenmäki |
| Frazione 2 | 17 lug | PS15  | 12:35 | Ararua            | 31,95 km  | Tommi Mäkinen Risto Mannisenmäki | 20'22"3 | Tommi Mäkinen Risto Mannisenmäki |
| Frazione 2 | 17 lug | PS16  | 13:28 | Cassidy           | 20,06 km  | Tommi Mäkinen Risto Mannisenmäki | 11'36"9 | Tommi Mäkinen Risto Mannisenmäki |
| Frazione 2 | 17 lug | PS17  | 15:01 | Parahi            | 24,00 km  | Juha Kankkunen Juha Repo         | 12'59"8 | Tommi Mäkinen Risto Mannisenmäki |
| Frazione 2 | 17 lug | PS18  | 15:59 | Waipu Gorge 2     | 11,24 km  | Thomas Rådström Fred Gallagher   | 6'44"7  | Tommi Mäkinen Risto Mannisenmäki |
| Frazione 2 | 17 lug | PS19  | 16:17 | Brooks 2          | 16,15 km  | Juha Kankkunen Juha Repo         | 10'18"4 | Tommi Mäkinen Risto Mannisenmäki |
| Frazione 2 | 17 lug | PS20  | 16:45 | Paparoa Station 1 | 11,66 km  | Juha Kankkunen Juha Repo         | 6'43"2  | Tommi Mäkinen Risto Mannisenmäki |
|            |        |       |       |                   |           |                                  |         | Tommi Mäkinen Risto Mannisenmäki |
| Frazione 3 | 18 lug | PS21  | 09:13 | Te Akauth North 2 | 32,23 km  | Tommi Mäkinen Risto Mannisenmäki | 19'25"5 | Tommi Mäkinen Risto Mannisenmäki |
| Frazione 3 | 18 lug | PS22  | 11:16 | Ridge 1           | 8,07 km   | Tommi Mäkinen Risto Mannisenmäki | 4'55"2  | Tommi Mäkinen Risto Mannisenmäki |
| Frazione 3 | 18 lug | PS23  | 11:29 | Campbell 1        | 7,79 km   | Tommi Mäkinen Risto Mannisenmäki | 4'01"8  | Tommi Mäkinen Risto Mannisenmäki |
| Frazione 3 | 18 lug | PS24  | 11:47 | Ridge 2           | 8,07 km   | Didier Auriol Denis Giraudet     | 4'58"3  | Tommi Mäkinen Risto Mannisenmäki |
| Frazione 3 | 18 lug | PS25  | 12:00 | Campbell 2        | 7,79 km   | Carlos Sainz Luis Moya           | 4'02"5  | Tommi Mäkinen Risto Mannisenmäki |
| Frazione 3 | 18 lug | PS26  | 12:23 | Fyfe 1            | 10,00 km  | Didier Auriol Denis Giraudet     | 5'58"9  | Tommi Mäkinen Risto Mannisenmäki |
| Frazione 3 | 18 lug | PS27  | 12:46 | Fyfe 2            | 10,00 km  | Carlos Sainz Luis Moya           | 5'56"9  | Tommi Mäkinen Risto Mannisenmäki |

## Classifiche mondiali
Classifica piloti
| Pos. | Pos. | Pilota            | Punti |
| ---- | ---- | ----------------- | ----- |
| 1    |      | Tommi Mäkinen     | 46    |
| 2    |      | Didier Auriol     | 35    |
| 3    |      | Carlos Sainz      | 30    |
| 4    | 3    | Juha Kankkunen    | 24    |
| 5    | 1    | Colin McRae       | 23    |
| 6    | 1    | Richard Burns     | 23    |
| 7    | 1    | Philippe Bugalski | 20    |
| 8    |      | Jesús Puras       | 6     |
| 9    |      | Freddy Loix       | 6     |
| 10   | 1    | Thomas Rådström   | 5     |
| 11   | N    | Toni Gardemeister | 4     |
| 12   | 1    | François Delecour | 3     |
| 12   | 1    | Ian Duncan        | 3     |
| 14   | 1    | Bruno Thiry       | 3     |
| 15   | 1    | Markko Märtin     | 2     |
| 16   | 1    | Petter Solberg    | 2     |
| 17   | N    | Possum Bourne     | 2     |
| 18   | 2    | Harri Rovanperä   | 1     |
| 19   | 2    | Piero Liatti      | 1     |
| 20   | 2    | Leonidas Kirkos   | 1     |

Classifica costruttori WRC
| Pos. | Pos. | Squadra                      | Punti |
| ---- | ---- | ---------------------------- | ----- |
| 1    |      | Toyota Castrol Team          | 78    |
| 2    |      | Marlboro Mitsubishi Ralliart | 59    |
| 3    |      | Subaru World Rally Team      | 52    |
| 4    |      | Ford Motor Co Ltd            | 35    |
| 5    |      | SEAT Sport                   | 12    |
| 6    |      | Škoda Motorsport             | 3     |